# Mount Nickens
Mount Nickens ist ein verschneiter und tafelbergähnlicher Berg an der Walgreen-Küste des westantarktischen Ellsworthlands. Mit seiner steilen und felsigen Nordflanke ragt er am nordwestlichen Ausläufer des Hudson-Gebirges an der Basis der Canisteo-Halbinsel westlich des Cosgrove-Schelfeises auf.
Luftaufnahmen der US-amerikanischen Operation Highjump (1946–1947) dienten seiner Kartierung. Das Advisory Committee on Antarctic Names benannte ihn 1968 nach Herbert P. Nickens, der maßgeblich am Aufbau des Kartenwerks des United States Geological Survey über Antarktika beteiligt war.